# توم باركس
توم باركس (بالإنجليزية: Tom Parkes)‏ (15 يناير 1992 في المملكة المتحدة - ) هو لاعب كرة قدم بريطاني في مركز الدفاع. شارك مع منتخب إنجلترا تحت 17 سنة لكرة القدم ومنتخب إنجلترا لكرة القدم C ‏. أما مع النوادي، فقد لعب مع ليستر سيتي ونادي بريستول روفيرز ونادي بيرتن ألبيون ويوفل تاون.

## وصلات خارجية
- توم باركس على موقع قاعدة بيانات كرة القدم.إي يو (الإنجليزية)
- توم باركس على موقع Soccerbase.com (لاعب) (الإنجليزية)